# Astrix

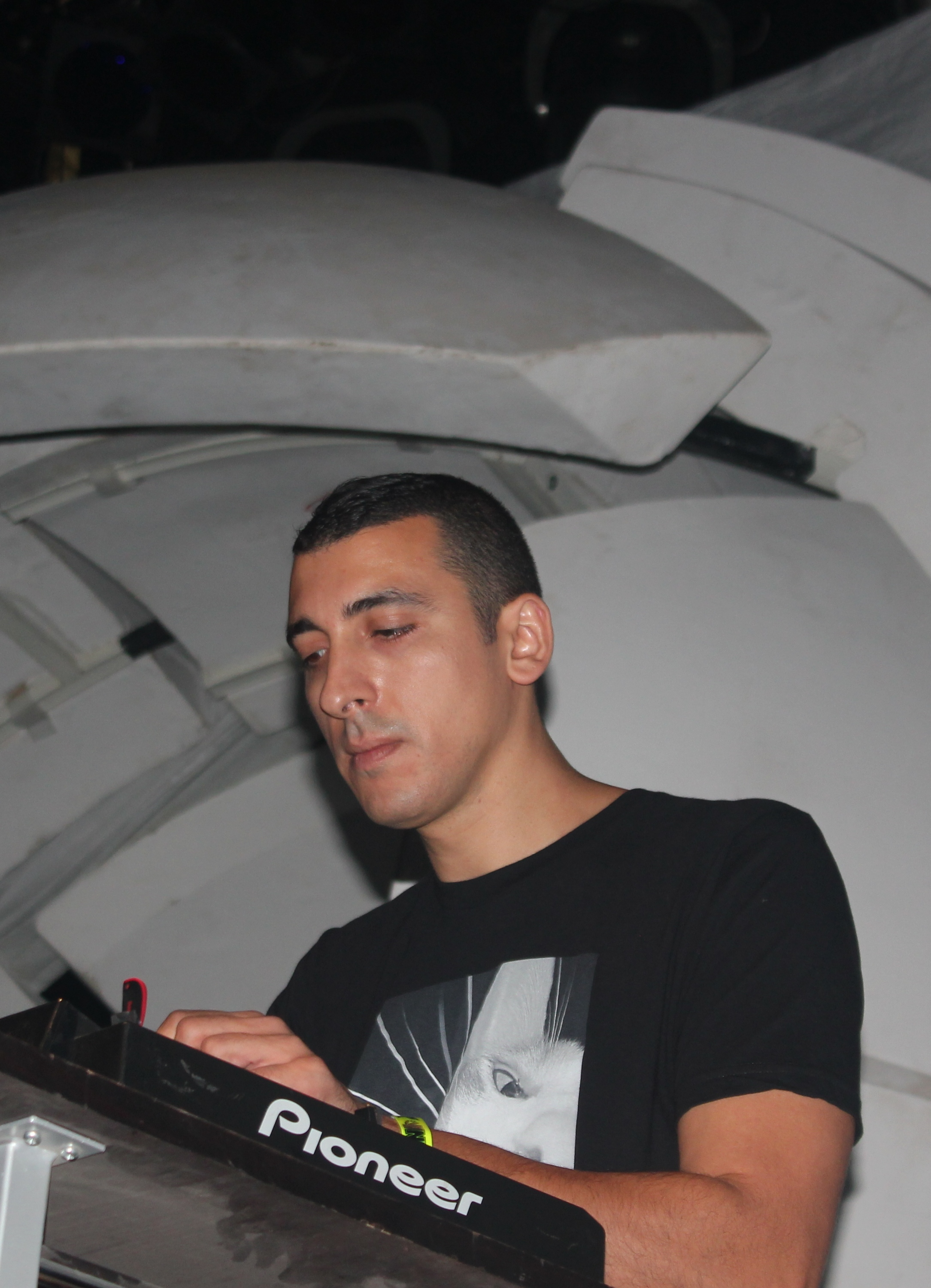
Astrix 2013 in Moskau

Astrix (bürgerlich  Abram Schamailow, russisch Абрам Шамаилов, genannt auch Avi Shmailov; * 12. Mai 1981 in der UdSSR) ist ein sowjetisch-israelischer Psytrance-DJ und -Produzent. Er lebt seit frühster Kindheit in Tel Aviv, Israel. 

## Pseudonym
Astrix begann im Jahre 1997 mit der Aufnahme von elektronischer Musik. Er wurde damals jedoch oftmals mit den Asterix Comic-Büchern des Autors René Goscinny verwechselt. Laut einem Interview der britischen "clubbing"-Website "Harderfaster.net" ergab sich, dass Avi den Namen wählte, "da er gut klingt". Die Namenswahl wurde offenbar in keiner besonderen Form beeinflusst.

## Leben

### 1995 bis 2002
Astrix begann seine DJ-Karriere im Jahre 1995, wobei er damals alternative Musik aus den 1980er Jahren auflegte. Damals war er zwischen 12 und 14 Jahre alt. Kaum zwei Jahre später entdeckte er die Musikrichtung Trance, nachdem er auf einer Trance-Party eingeladen wurde und somit zum ersten Mal mit elektronischer Tanzmusik konfrontiert war. „Am Anfang war es eine sehr neue und seltsame Erfahrung für mich. Ich konnte mich selbst nicht zurechtfinden, die Energie und der Einfluss, den die Musik auf die Partyleute gemacht hat, beeindruckte mich jedoch.“
Noch im selben Jahr sollten erste eigene Studio-Aufnahmen mittels PC folgen. Zu Beginn seiner Karriere in den späten 1990er Jahren produzierte er Tracks im sogenannten "nitzhonot" Stil des Trance. Nitzhonot ist eine progressive, hymnische Untergruppe des GOA-Trance. Avis erste Eigenproduktionen hießen "In Peace" und "Eakhis Welt", welche beide auf der bekannten nitzhonot Compilation, "Ptzatzot 3" erschienen.

### 2002 bis 2005
Im Jahr 2002 unterzeichnete Avi einen Plattenvertrag beim führenden Psy-Trance-Label 
HOMmega Records. International bekannt wurde er durch sein Debüt-Album 'Eye To Eye'. Ab diesem Zeitpunkt begann Astrix an mehreren anderen Musikprojekten zu arbeiten. In einem im Jahre 2003 durchgeführten Interview erwähnte er, dass er an drei weiteren Alben des israelischen Künstlers "Alien Project" arbeitete. Kurze Zeit später trennten sich jedoch die Wege von Ari Linker (Alien Project) und Avi Shmailov (Astrix).
Es folgten Welttourneen nach dem Eye To Eye Album-Release, bevor er 2004 sein zweites Album 'Artcore' produzierte.

### 2005 bis 2010
Nach der Zeit als Musik-Produzent arbeitete Astrix an Projekten im Bereich der Electronic Dance Music (EDM). Er begann mit Kompilations-Produktionen für führende Labels wie "Nu-clear Visions of Israel" (Tip/2003), "Psychedelic Academy" (Hit Mania/2005) und "Astrix & Friends" (DJ mag/2007). 
Er trat auf internationalen Festivals wie dem Dance Valley (Amsterdam), SW4 (London), Creamfields (Liverpool), der Love Parade (Berlin & Duisburg), dem Urban Art Forms Festival (Graz), Planeta Atlantida (Rio Grande Do Sul) und dem Burning Mountain Festival (Schweiz) auf. 
Außerdem legte er in Clubs und Locations wie dem Alexandra Palace (London), der Brixton Academy (London), dem Pacha (Ibiza), dem Ministry of Sounds (u. a. Ibiza & London) und dem Nox (u. a. München, Köln und Wien) auf.
Im Jahre 2007 wurde Astrix auf Platz 18 der 100 besten DJs gewählt.

### Seit 2010
In den Folgejahren arbeitete Astrix an seinem dritten Studioalbum beim Label und veröffentlichte Red Means Distortion. Die 'Acid Rocker EP', war im August 2010 die erste Auskopplung des Albums. Als Bonusmaterial enthält sie einen Remix des bekannten Trance-Künstlers Pixel, welcher den internationalen Hit "Closer To Heaven" (Sängerin Michele Adamson) neu produzierte. Außerdem überarbeitete das holländische Duo GMS den Hit Eye To Eye mit einem Remix. Im September 2010, rund einen Monat nach der Veröffentlichung von Acid Rocker, lancierte HOMmega Red Means Distortion. Außerdem veröffentlicht Astrix seit August 2010 regelmäßig Mix-Sessions unter dem Namen "Trance for Nations".

## Musikalischer Stil
Astrix' Musik ist für seine soliden, treibenden Basslinien und progressiv aufsteigende Melodien bekannt. Sie ist sehr erhebend und, so wie Psy-Trance wahrgenommen wird, ziemlich "hart" und wird in der Regel während des Sonnenaufgangs und des Morgens bei Outdoor Trance-Partys gespielt. Viele seiner Songs weisen eine Geschwindigkeit zwischen 135 und 145 bpm auf. Seine Audio-Produktionen haben oftmals ein tiefes und kompliziertes Klangbild, welches durch Drum-Beat-Änderungen und -Tempo adaptiert werden. Viele Hörer definieren seinen Musikstil aus einer Mischung zwischen "Full On" und "Clubbing" (Mainstream) Trance. 

### Musikalische Einflüsse
Astrix lässt sich offenbar musikalisch durch das israelische Psy-Trance-Duo Infected Mushroom beeinflussen. „Infected Mushroom inspiriert mich und treibt mich voran wie eine Art spiritueller Kraftstoff.“ 
Andere Einflüsse seien Linkin Park und Tiësto. „Ich habe eine Liebe für alternative Bands wie Linkin Park. Auch Club Persönlichkeiten wie Tiësto inspirierten mich. Tiësto ist ein hervorragendes Beispiel dafür, was geschieht, wenn Business mit Musik verbunden wird und wie groß etwas sein kann, das anfangs so klein schien.“

## Diskografie

### Alben
- 2002: Eye To Eye
- 2004: Artcore
- 2008: One Step Ahead
- 2010: Red Means Distortion
- 2016: He.art

### Singles und EPs
- 2002: Scientific Reality (Single)
- 2004: Coolio
- 2005: Closer To Heaven
- 2007: Future Music
- 2010: Acid Rocker
- 2011: Reunion
- 2012: Stars on 35
- 2012: Type 1
- 2013: High on Mel
- 2013: Remixed (Remix-EP)
- 2014: Shadows (feat. Simon Patterson)
- 2014: The Old Monsters 143 (Mashup)
- 2014: Type 1 (Sideform Remix)
- 2014: Vicious Cycles (Symphonix Remix)
- 2015: Bungee Jump
- 2015: Sapana
- 2015: Closer To Heaven (Alok Remix)
- 2015: Follow Me (Stryker Remix)
- 2015: The Fourth Revelation (Zyce Remix)
- 2015: 3rd Time Lucky (Ritmo Remix)